# Pomnik Edwarda Jancarza w Gorzowie Wielkopolskim
Pomnik Edwarda Jancarza w Gorzowie Wielkopolskim – pierwszy na świecie pomnik upamiętniający zawodnika uprawiającego sport żużlowy. Odsłonięty w centrum Gorzowa w 2005 roku, powstał z inicjatywy Towarzystwa Miłośników Gorzowa.

## Lokalizacja
Pomnik ustawiony został przy zbiegu ulic Chrobrego i Strzeleckiej. W 2011 roku, z inicjatywy ówczesnego prezydenta miasta Tadeusza Jędrzejczaka, odbyły się konsultacje społeczne w sprawie przeniesienia pomnika w pobliże stadionu żużlowego (noszącego także imię Edwarda Jancarza), w których większość gorzowian opowiedziała się za pozostawieniem pomnika przy ulicy Chrobrego.

## Opis
Figura z brązu o wysokości ok. 1,70 m, przedstawiająca w naturalnej wielkości najsłynniejszego zawodnika Stali Gorzów Edwarda Jancarza, siedzącego na motocyklu żużlowym. Autorem rzeźby jest gorzowski artysta Andrzej Moskaluk. Przy pomniku wmurowano tablicę z napisem: Edwardowi Jancarzowi mieszkańcy Gorzowa Wlkp. Listopad 2005.